# 巨人の輪郭
『巨人の輪郭』（きょじんのりんかく）は日本のミュージシャン、シンガーソングライターである尾崎豊のポエトリー・リーディング・アルバム。英題は『THE OUTLINE OF A GIANT』（ジ・アウトライン・オブ・ア・ジャイアント）。
2006年4月26日にソニー・ミュージックレコーズからリリースされた。

## 解説
尾崎がパーソナリティーを務め、1985年10月から1986年3月、1986年10月から1987年3月にオンエアされていた東海ラジオのラジオ番組「誰かのクラクション」で放送された、尾崎が書いた詩の語り約50編を抜粋し、オーケストラアレンジのサウンドを加えたものである。
同じくポエトリー・リーディング・アルバムである「真空の中でも嵐は起こる」の続編として作られた。
音楽は尾崎のプロデューサーである須藤晃と須藤の息子で編曲家のTomi Yoが手がけている。
2013年時点での尾崎最後のオリジナル・アルバムとなっている。

## 収録曲
| 全作詞: 尾崎豊。 |                                                  |        |         |        |      |
| #                | タイトル                                         | 作詞   | 作曲    | 編曲   | 時間 |
| 1.               | 「歪んだ車輪」(THE TWISTED WHEEL)                | 尾崎豊 | Tomi Yo | 須藤晃 | 4:18 |
| 2.               | 「小さなアートショップ」(A LITTLE ART SHOP)      | 尾崎豊 | Tomi Yo | 須藤晃 | 3:25 |
| 3.               | 「悲しみの代償」(THE COMPENSATION OF SORROW)     | 尾崎豊 | Tomi Yo | 須藤晃 | 5:39 |
| 4.               | 「徒競走」(THE WALK RALLY)                       | 尾崎豊 | Tomi Yo | 須藤晃 | 3:03 |
| 5.               | 「落ちていく男」(A DESCENDING MAN)               | 尾崎豊 | Tomi Yo | 須藤晃 | 8:04 |
| 6.               | 「したたかな汗」(SOAKED WITH SWEAT)              | 尾崎豊 | Tomi Yo | 須藤晃 | 6:30 |
| 7.               | 「間違えるかもしれない」(I MIGHT MAKE A MISTAKE) | 尾崎豊 | Tomi Yo | 須藤晃 | 5:18 |
| 8.               | 「坂の上の星屑」(THE STARDUST ABOVE THE SLOPE)   | 尾崎豊 | Tomi Yo | 須藤晃 | 3:56 |
| 9.               | 「孤独の証明」(THE PROOF OF SOLITUDE)            | 尾崎豊 | Tomi Yo | 須藤晃 | 7:01 |

## 曲解説
全編作詞：尾崎豊
1. 歪んだ車輪 - THE TWISTED WHEEL
2. 小さなアートショップ - A LITTLE ART SHOP
3. 悲しみの代償 - THE COMPENSATION OF SORROW
4. 徒競走 - THE WALK RALLY
5. 落ちていく男 - A DESCENDING MAN
6. したたかな汗 - SOAKED WITH SWEAT
7. 間違えるかもしれない - I MIGHT MAKE A MISTAKE
8. 坂の上の星屑 - THE STARDUST ABOVE THE SLOPE
9. 孤独の証明 - THE PROOF OF SOLITUDE

## 収録アルバム

### 小さなアートショップ
- 「I LOVE YOU〜BALLAD BEST」（2011年）